# Zombi (informática)
Zombi es la denominación asignada a computadores personales que, tras haber sido infectados por algún tipo de malware, pueden ser usados por una tercera persona para ejecutar actividades hostiles. Este uso se produce sin la autorización o el conocimiento del usuario del equipo. El nombre procede de los zombis o muertos vivientes esclavizados, figuras legendarias surgidas de los cultos vudú.

(1) Sitio web del Spammer (2) Spammer (3) Spamware (4) Computadores infectados (5) Virus o troyanos (6) Servidores de correo (7) Usuarios (8) Tráfico Web

## Generalidades
Los ordenadores zombis, controlados a distancia sin que su usuario lo sepa, son utilizados por las redes de ciberdelitos. A agosto del 2011, se calcula que existían entre 100 y 150 millones de equipos comprometidos en el mundo. Mediante virus informáticos que sirven de llave a programas creados con tal propósito, el computador director se infiltra secretamente en el computador de su víctima y lo usa para actividades ilegales. El usuario normalmente no sabe que su computador está comprometido y lo puede seguir usando, aunque pueda notar que su rendimiento ha bajado considerablemente. Se alquila a otros delincuentes o empresas poco escrupulosas. Los directores viven cómodamente gracias a los ingresos que obtienen con el alquiler de su red de esclavos a otros ciberdelincuentes. Para extender su alcance, pueden esconder virus de tipo troyano en archivos atractivos en redes P2P o portales de descarga directa gratuitos, por ejemplo.
El computador zombi comienza a enviar una gran cantidad de mensajes spam o ataques a páginas Web y pudiendo convierte en punto central de investigaciones de posibles actividades ilegales. El usuario puede encontrar que su ISP (proveedor de servicios de Internet) ha cancelado su conexión a la red o puede estar siendo investigado por la policía especializada en delitos informáticos, lo que, sin embargo, no significa una gran pérdida para un director en el caso de tener varios computadores disponibles. Por lo menos en un caso una investigación (la red Rustock) consiguió averiguar que un solo pirata informático había conseguido el control de un millón de ordenadores, utilizándolos como plataforma para sus ataques, con los que era capaz de enviar 30 billones de spam por día.
Grupos organizados pueden llegar a controlar grupos de decenas de miles de computadores infectados, que pueden usar para generar grandes cantidades de tráfico proveniente de multitud de fuentes en Internet, dirigido a una sola red o servidor. Esto genera lo que se conoce como un Ataque de denegación de servicio (o DDoS por su sigla en inglés), lo que suele ser usado para chantajear a las víctimas, que deben pagar una suerte de peaje para mantener sus servicios en la red.
Otro uso frecuente de los zombis es el envío de spam. Lo coordinado del envío que puede observarse en el que una máquina sucede a la otra en los intentos de entrega con pocos segundos de diferencia, sugiere la existencia de sofisticadas estructuras de comando y control informáticos gobernando la operación de estos equipos.
Generalmente, se considera que un actuar cauto es suficiente para prevenir este tipo de comportamiento. Entre las recomendaciones generales están el no navegar de forma abierta buscando ficheros de información lúdica, entornos no profesionales y de empresas desconocidas junto con la activación y utilización de todos los mecanismos de seguridad del PC (antivirus, antispam, cortafuegos, etc).
El pasado 23 de diciembre de 2009 en una acción coordinada de la Guardia Civil, el FBI y varias empresas de seguridad informática, se consiguió desactivar en España una red zombi de 13 millones de ordenadores infectados (200.000 en España) aunque, días más tarde, los detenidos consiguieron recuperar el control y lanzaron un ataque de represalia contra Defense Intelligence, dejando no operativos sus servidores. La Guardia Civil optó entonces por poner el caso en conocimiento de la Audiencia Nacional, que ordenó la detención de los tres ciudadanos españoles responsables de tal red. La trama había logrado robar datos personales y bancarios de más de 800.000 usuarios e infectar ordenadores de 500 grandes empresas y más de 40 entidades bancarias. La red Mariposa, desarticulada por el Grupo de Delitos Telemáticos del instituto armado en colaboración con el FBI y la empresa Panda Security, tenía capacidad para perpetrar ataques de ciberterrorismo mucho más virulentos que los sufridos por Estonia y Georgia, cuya supuesta autoría fue atribuida a Rusia en su momento.

### Detección
Aunque a veces los antivirus no sean capaces de detectar que el computador ha sido capturado como parte de una botnet, hay algunos indicios que pueden indicar esto:
- Su equipo y sistema son inusualmente lentos, se bloquean o se detiene con frecuencia al responder los comandos.
- La red o conexión a internet es inusualmente lenta con los procesos de carga, etc.
- Hay actividad de red totalmente desconocida cuando nadie más está usando Internet.
- El ordenador no puede acceder a algunas o varias características de sitios web.
- La cantidad de correo basura que recibe, aumenta dramáticamente pudiendo provocar fallas y retrasos durante el procesamiento del sistema en algunos casos.
- El firewall alerta sobre programas o procesos desconocidos que tratan de acceder desde Internet con fines maliciosos hacia su computadora.

Si su computador tiene varios de estos síntomas, es posible que esté infectado con malware y sea parte de una botnet, por lo que debe acudir inmediatamente con alguien de confianza especializado en el tema a pedirle ayuda.